# SuperLiga României
SuperLiga României este o competiție profesionistă pentru cluburi de fotbal, localizată în primul eșalon al sistemului de ligi ale fotbalului românesc. Alcătuită din 16 cluburi, funcționează pe un sistem de promovare și retrogradare cu Liga a II-a. Sezoanele se desfășoară din iulie până în mai, echipele disputând câte 30 de meciuri de fiecare în sezonul regular, înainte de a intra în play-off-ul pentru titlu sau în play-out-ul pentru retrogradare în funcție de pozițiile lor în clasamentul sezonului regular. Etapele se desfășoară de vineri până luni, în general cu două partide pe zi, însă, ocazional, unele etape au loc și în timpul săptămânii, de marți până joi.
Competiția a fost fondată în anul 1909, meciurile disputându-se într-un sistem de tip cupă. Echipele participante erau doar cele din regiunea Munteniei, în principal din București și Ploiești, astfel încât, înaintea sezonului 1921-1922, Federația Română de Fotbal decide schimbarea modului de desfășurare a competiției, câștigătoarea fiecărei regiuni a României calificându-se în faza națională pentru a se decide campioana națională. În 1932, are loc o altă modificare a modului de desfășurare a competiției, fiind adoptat sistemul divizionar din celelalte competiții europene majore. Sistemul divizionar este utilizat și în prezent.
O sută opt cluburi au participat de-a lungul timpului în SuperLigă din 1932 și până în prezent, printre care și Dragoș Vodă Cernăuți, singura echipă din afara teritoriului actual al României. Cele mai recente cluburi care au debutat sunt Csíkszereda Miercurea Ciuc și Metaloglobus București în sezonul 2025-2026. Cel mai titrat club este FCSB cu 28 de titluri, urmat de rivala din capitală, Dinamo București, cu 18 trofee. Dintre celelalte 21 de cluburi care au câștigat competiția, opt au câștigat-o în cel puțin trei ocazii: CFR Cluj, Venus București, Chinezul Timișoara, UTA Arad, Petrolul Ploiești, Ripensia Timișoara, Universitatea Craiova și Rapid București.

## Istoric

### Primele campionate (1909-1921)

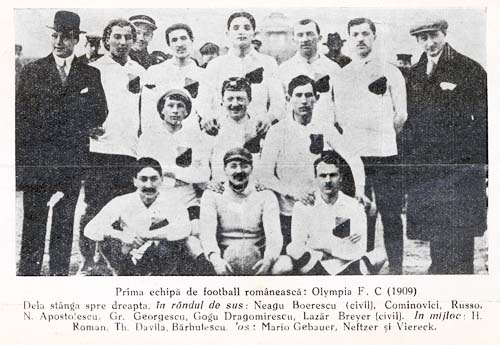
Olympia București, campionii din 1909-10.

În primăvara anului 1909 a fost inițiată prima întrecere cu mai multe echipe din țară. În lipsa unui for de coordonare, competiția a fost amânată pentru toamna acelui an. Federația Română de Fotbal a fost fondată în octombrie 1909, Asociațiunea Cluburilor de Fotbal, devenită, apoi, Asociațiunea Societăților Atletice din România (ASAR).
În data de 6 decembrie 1909 a avut loc primul joc de campionat din Regatul României, în cadrul Cupei ASAR. Atunci, pe un frig tăios, Olympia și Colentina s-au întrecut în primul meci din campionatul românesc, pe Stadionul Bolta Rece, de lângă Arcul de Triumf, provizoriu, ridicat pentru a celebra 40 de ani de domnie ai regelui Carol I, meci terminat cu scorul de 2 la 1 pentru Olympia. Al doilea meci se juca pe Stadionul La Șosea din Ploiești, pe data de 11 decembrie, între United Ploiești și Olympia București, cu scorul final de 3-3. Ultima partidă a Cupei ASAR, jucată la București, pe stadionul Olimpia, în data de 15 decembrie între Colentina - United Ploiești, s-a terminat cu scorul de 2-0, astfel, Olympia câștigă primul campionat românesc, iar la fel s-ar fi întâmplat și anul următor.
Ulterior organul de conducere al activității fotbalistice devine Comisiunea de Football-Asociație din cadrul UFSR (Uniunea Federațiilor Sportive din România), care a luat ființă la 1 decembrie 1912.

### Campionatul Național (1921-1932)

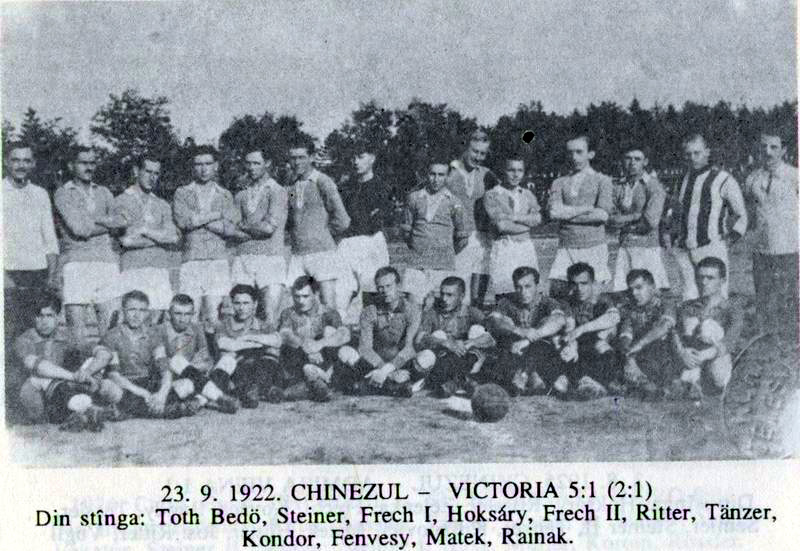
Chinezul Timișoara a cucerit titlul de 6 ori consecutiv (record) în această perioadă

Sezonul 1921–22 a marcat prima dată când s-a format o ligă alcătuită din șapte echipe. Campionatul, care fusese limitat la mai multe ligi regionale, a devenit competiție națională în 1921. Sezonul inaugural al Campionatului Național a fost câștigat de Chinezul Timișoara. Înainte de sezonul 1931-32, competiția era dominată de Chinezul și Venus București, Chinezul câștigând șase campionate și Venus două campionate în timpul celor unsprezece sezoane.

### Divizia A (1932-2006)

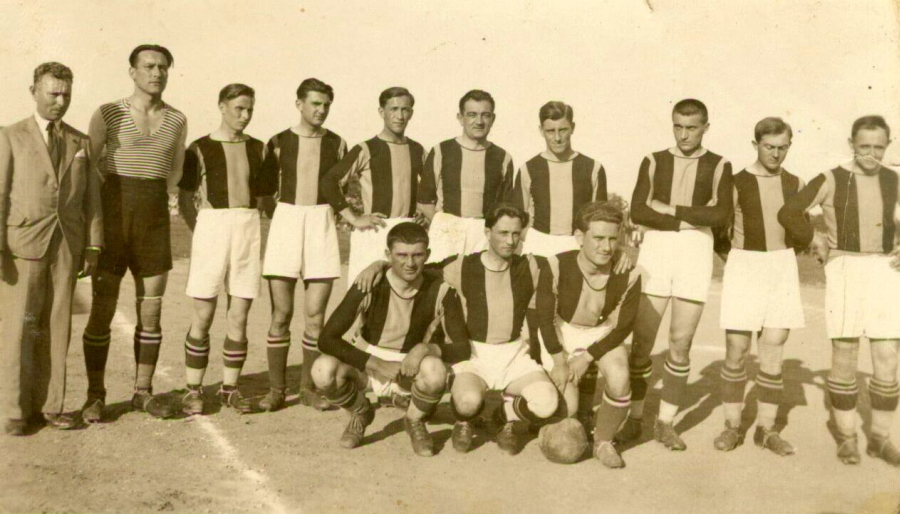
Echipa Ripensia, prima campioană in sistem divizionar.

În sezonul 1932–33 apare o altă schimbare în alcătuirea și desfășurarea competiției. Se decide folosirea unui sistem divizionar (tip campionat), cel care este folosit și astăzi. În sezonul inaugural al acestui sistem, participă 14 echipe care sunt împărțite în două serii. Câștigătoarele acestor serii se confruntă apoi într-o finală tur-retur pentru a decide campioana României. Ripensia Timișoara este prima echipă care câștigă în noul format și care, alături de rivala Venus, a urmat apoi să câștige încă opt campionate din nouă posibile, înainte ca această competiție să fie suspendată în 1940 din cauza celui de-al doilea război mondial. În 1933 s-a disputat primul meci de fotbal în nocturnă din România pe stadionul Romcomit din București. În 1934 se înființează și Divizia B, creându-se astfel un sistem de promovare/retrogradare între Divizia A și B, care este menținut și în prezent.
Anii postbelici au fost dominați de CCA București, UTA Arad și Petrolul Ploiești. Anii 1960 au văzut apariția treptată a lui Dinamo București, cu ajutorul atacanților Gheorghe Ene și Florea Dumitrache - ambii devenind unii dintre cei mai buni marcatori din toate timpurile ai Diviziei A. În anii 1970 a apărut ascensiunea lui Dudu Georgescu, de la Dinamo, care a fost cel mai bun marcator al Diviziei A timp de patru sezoane la rând între 1974 și 1978. A marcat un impresionant număr de 156 de goluri și a câștigat premiul Gheata de aur pentru cel mai bun marcator din Europa de două ori, în 1975 și 1977. Dinamo a mai avut încă doi câștigători ai ghetei de aur în sezonul 1986–87, în numele lui Rodion Cămătaru, și în sezonul 1988–89, în numele lui Dorin Mateuț, acesta din urmă fiind ultimul câștigător român al trofeului. Din sezonul 1959–60 până în sezonul 1999–2000 toate campionatele ligii au fost câștigate de doar șapte echipe: Steaua (16 titluri), Dinamo (14 titluri), Universitatea Craiova (4 titluri), Rapid București, FC Argeș și UTA Arad (câte 2 titluri fiecare), și Petrolul Ploiești (un titlu).
Dinamo București a fost prima echipă românească care s-a calificat în Cupa Campionilor Europeni în sezonul 1956–57 al competiției și Universitatea Craiova a fost ultima echipă din România care s-a calificat în sezonul 1991–92, înainte ca competiția să-și schimbe numele în Liga Campionilor. Echipele românești s-au calificat în 35 din cele 37 de sezoane ale Cupei Campionilor Europeni, Dinamo București având treisprezece apariții, Steaua București având zece apariții, Universitatea Craiova având patru apariții, Petrolul având trei apariții, UTA Arad și FC Argeș având două apariții și Rapid București având o singură apariție. Cele mai importante rezultate pentru o echipă românească în această competiție au fost obținute de Steaua București care a câștigat trofeul în sezonul 1985–86 și a ajuns în semifinale în sezonul 1987–88 și o altă finală în sezonul 1988–89. Alte realizări importante includ Universitatea Craiova care a ajuns în sferturile de finală în sezonul 1981–82 și Dinamo București care a ajuns în semifinale în sezonul 1983–84. Cu toate acestea, după schimbarea formatului în 1992–93 în sistemul actual al Ligii Campionilor, campionii României au obținut succese limitate, Steaua ajungând doar în faza grupelor de trei ori înainte de secolul XXI.
Începutul anilor 2000 a fost dominat de echipele din capitală, Steaua, Dinamo și Rapid câștigând toate titlurile ligii între 2000 și 2007. Sezonul 2005-06 al Cupei UEFA a adus, până în prezent, ultima performanță majoră a echipelor românești în cupele europene cu Rapid atingând sferturile de finală ale acestei competiții, ea fiind eliminată chiar de Steaua care a fost însă eliminată în semifinale după ce a fost învinsă cu scorul general de 3-4 de formația englezească Middlesbrough FC.

### Liga I (2006-2022)

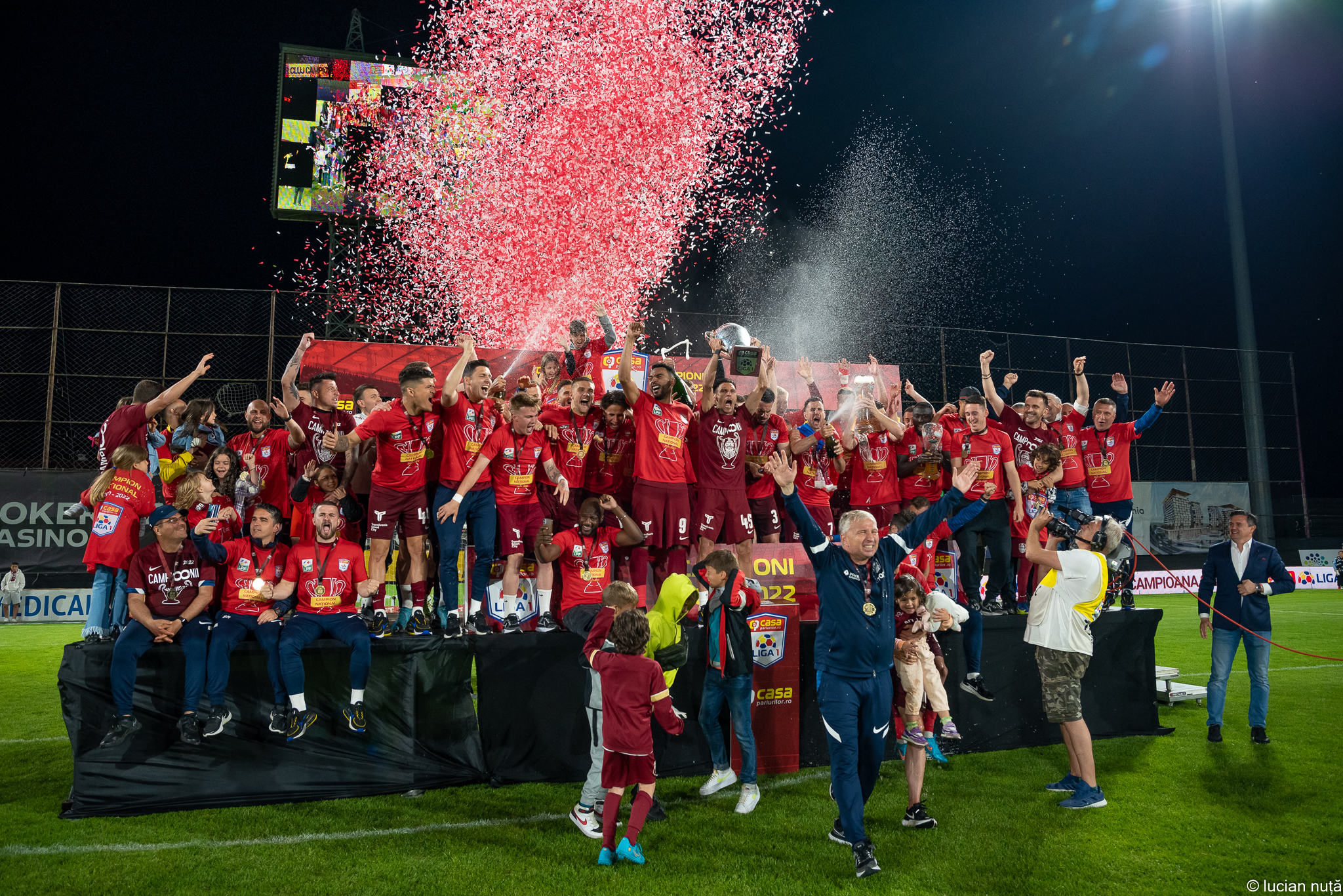
CFR Cluj a câștigat opt titluri în formatul Ligii I.

La începutul sezonului 2006–07, competiția a fost forțată să-și schimbe numele din Divizia A în Liga I din cauza unei dispute privind mărcile comerciale asupra numelui. Schimbarea a fost făcută la 15 mai 2006, iar Federația Română de Fotbal a decis să redenumească și ligile inferioare; astfel Divizia B a devenit Liga a II-a, Divizia C a devenit Liga a III-a și așa mai departe. Sezonul 2006–07 a marcat a 16-a oară consecutiv când o echipă din București a câștigat campionatul, Dinamo reușind cel de-al 18 ei titlu din istorie. Atât sezoanele 2007–08, cât și 2008–09 au văzut noi câștigători ai titlului, CFR Cluj și Unirea Urziceni fiind încoronați campioni pentru prima dată. CFR Cluj a câștigat al doilea campionat în 2009–10, în timp ce în 2010–11 s-a înregistrat un nou câștigător, Oțelul Galați. Oțelul este primul și singurul club din regiunea Moldovei care a câștigat un titlu național.
CFR Cluj, câștigătoarea din 2007–08 a devenit prima echipă a României care s-a calificat direct în faza grupelor Ligii Campionilor în sezonul 2008–09 și prima echipă, alta decât Steaua, care s-a calificat în această etapă de la începutul noului format al Ligii Campionilor în 1992–93. Atât campioanei din 2009–10, precum și celei din 2010–11 i s-a garantat locul de calificare direct în faza grupelor. Cele mai bune rezultate din faza grupelor au fost obținute de CFR Cluj în Liga Campionilor 2012–13 cu zece puncte și locul trei într-o grupă cu Manchester United, SC Braga și Galatasaray, CFR terminând la egalitate de puncte cu formația de pe locul 2 (loc ce garanta trecerea în faza eliminatorie a competiției), Galatasaray, însă formația turcă a avut avantajul rezultatelor directe.
Între 2013 și 2015, Steaua a câștigat campionatul de trei ori la rând, acumulând în palmares 26 de titluri naționale. Sezoanele din 2015-16 și 2016-17 au adus iar alți noi câștigători ai ligii, Astra Giurgiu și Viitorul Constanța obținând primele lor titluri din istorie. Anii 2010 s-au terminat cu CFR Cluj care a dominat competiția, reușind să câștige titlul de cinci ori la rând între 2018 și 2022.

### SuperLiga (2022-prezent)
În 2022 a avut loc o nouă modificare a numelui competiției, ea fiind cunoscută începând cu sezonul 2022-2023 sub numele de SuperLiga. Această modificare are loc datorită parteneriatului dintre Liga Profesionistă de Fotbal, eAd (deținătorul drepturilor de transmisie și retransmisie a Superligii) și Superbet, care se întinde pe următorii doi ani. Tot sezonul 2022-23 a fost primul sezon în care a avut loc implementarea sistemului VAR.

## Formatul competiției
| Sezoane (Nr.)    | Cluburi   |
| ---------------- | --------- |
| 1932-1933 (1)    | 14        |
| 1933-1934 (1)    | 16        |
| 1934-1937 (3)    | 12        |
| 1937-1938 (1)    | 20        |
| 1938-1940 (2)    | 12        |
| 1940-1941 (1)    | 13        |
| 1941-1946        | neoficial |
| 1946-1947 (1)    | 14        |
| 1947-1948 (1)    | 16        |
| 1948-1949 (1)    | 14        |
| 1950-1953 (4)    | 12        |
| 1954 (1)         | 14        |
| 1955-1956 (2)    | 13        |
| 1957-1960 (3)    | 12        |
| 1960-1962 (2)    | 14        |
| 1962-1963 (1)    | 15        |
| 1963-1968 (5)    | 14        |
| 1968-1973 (5)    | 16        |
| 1973-2000 (27)   | 18        |
| 2000-2006 (6)    | 16        |
| 2006-2015 (9)    | 18        |
| 2015-2020 (5)    | 14        |
| 2020-prezent (6) | 16        |

### Competiția
Începând cu sezonul 2020, sunt 16 cluburi în SuperLigă. Pe parcursul unui sezon (din iulie până în mai) fiecare club joacă cu celelalte de două ori, o dată pe stadionul de acasă și o dată pe cel al adversarilor, pentru 30 de meciuri. La sfârșitul celor 30 de meciuri (sezonul regular), pe baza clasamentului, primele șase echipe se califică în play-off iar ultimele 10 în play-out. În play-off și play-out, echipele încep cu numărul înjumătățit de puncte din sezonul regular. În play-off, cluburile joacă fiecare cu fiecare ca în sezonul regular, pentru 10 de meciuri, la finalul căruia echipa de pe primul loc primește trofeul de campioană. În play-out, echipele joacă o singură dată cu fiecare adversară. Echipele primesc trei puncte pentru o victorie și un punct pentru o remiză. Nu se acordă puncte pentru o înfrângere. Echipele sunt clasificate după numărul de puncte, apoi rezultatele din meciurile directe. Dacă, după aplicarea tuturor criteriilor de departajare, încă există o egalitate pentru titlul de campioană, pentru retrogradare sau pentru calificări în alte competiții, un meci de baraj într-un loc neutru va decide clasarea.

### Promovarea și retrogradarea
Există un sistem de promovare și retrogradare între SuperLigă și Liga a II-a. Cele două echipe de pe ultimele poziții din play-out sunt retrogradate în Liga a II-a, iar primele două echipe din Liga a II-a sunt promovate în SuperLiga României. De asemenea, echipele de pe locurile 7 și 8 din play-out joacă un baraj de promovare/menținere în dublă manșă cu echipele de pe următoarele două poziții din Liga a II-a, locurile 3 și 4.

### Sistemul de arbitraj video
Deși a fost anunțată introducerea sistemului de arbitraj video  (VAR) în Campionatul național de fotbal al României începând cu sezonului 2020-21, implementarea acestuia a fost amânată pentru sezonul 2022-23. Acesta utilizează tehnologia și oficialii pentru a asista arbitrul în luarea deciziilor pe teren. Arbitrul de pe teren ia în continuare decizia finală, însă VAR îl poate asista pe arbitru în procesul decizional. VAR poate fi utilizat doar pentru patru tipuri de decizii: goluri, decizii de penalty, incidente cu cartonaș roșu direct și cazuri de identificare greșită. Oficialii VAR examinează imaginile video și comunică cu arbitrul de pe teren prin intermediul unei căști. Oficialii VAR se află într-o cameră de control centrală, care este echipată cu mai multe unghiuri de filmare și cu posibilitatea de a reda imaginile la diferite viteze.
Cu toate acestea, utilizarea sa a fost întâmpinată cu reacții mixte din partea fanilor și a experților, unii lăudându-i acuratețea, în timp ce alții îi critică impactul asupra desfășurării jocului și coerenței procesului decizional. La finalul sezonului 2022-2023, primul sezon ce a beneficiat de sistemul VAR, Comisia Centrală a Arbitrilor a publicat un raport prin care arăta că VAR a verificat 1.368 de faze, având 126 de intervenții (9,2% din totalul verificărilor) pentru a corecta deciziile inițiale.

## Cluburi

### Campioane

#### În sistemul divizionar (1932-prezent)
Această listă include doar campioanele edițiilor desfășurate în sistemul divizionar, utilizat și în prezent. Prima ediție cu acest sistem a avut loc în sezonul 1932-1933.
| Club                | Titluri | Vicecampioană | Ani câștigători |
| ------------------- | ------- | ------------- | --- |
| FCSB                | 28      | 20            | 1951, 1952, 1953, 1956, 1960, 1961, 1968, 1976, 1978, 1985, 1986, 1987, 1988, 1989, 1993, 1994, 1995, 1996, 1997, 1998, 2001, 2005, 2006, 2013, 2014, 2015, 2024, 2025 |
| Dinamo București    | 18      | 20            | 1955, 1962, 1963, 1964, 1965, 1971, 1973, 1975, 1977, 1982, 1983, 1984, 1990, 1992, 2000, 2002, 2004, 2007                                                             |
| CFR Cluj            | 8       | 2             | 2008, 2010, 2012, 2018, 2019, 2020, 2021, 2022 |
| UTA Arad            | 6       | 1             | 1947, 1948, 1950, 1954, 1969, 1970 |
| U Craiova†          | 4       | 3             | 1974, 1980, 1981, 1991 |
| Ripensia            | 4       | 2             | 1933, 1935, 1936, 1938 |
| Venus București     | 4       | 0             | 1934, 1937, 1939, 1940 |
| Rapid București     | 3       | 14            | 1967, 1999, 2003 |
| Petrolul Ploiești   | 3       | 2             | 1958, 1959, 1966 |
| Argeș Pitești       | 2       | 2             | 1972, 1979 |
| FCV Farul Constanța | 2       | 0             | 2017, 2023 |
| CA Oradea           | 1       | 1             | 1949 |
| Unirea Urziceni†    | 1       | 1             | 2009 |
| Astra Giurgiu†      | 1       | 1             | 2016 |
| Unirea Tricolor†    | 1       | 0             | 1941 |
| Oțelul Galați       | 1       | 0             | 2011 |

- Echipă care evoluează și în prezent în SuperLigă.
- Echipă care evoluează în ligile a II-a și a III-a.
- Echipă care joacă la nivel județean.
- † Echipă care a fost desființată.

#### Înainte de sistemul divizionar (1909-1932)
Înainte de introducerea sistemului divizionar în 1932, campionatul României a utilizat mai multe tipuri de competiții, desfășurate după sistemul eliminatoriu, de tip cupă.
| Club              | Titluri | Ani câștigători                    |
| ----------------- | ------- | ---------------------------------- |
| Chinezul†         | 6       | 1922, 1923, 1924, 1925, 1926, 1927 |
| Venus București   | 4       | 1920, 1921††, 1929, 1932           |
| Olympia†          | 2       | 1909, 1911                         |
| Colentina†        | 2       | 1913, 1914                         |
| United Ploiești   | 1       | 1912                               |
| Româno-Americana† | 1       | 1915                               |
| Prahova Ploiești  | 1       | 1916                               |
| Unirea Tricolor†  | 1       | 1921††                             |
| Colțea Brașov     | 1       | 1928                               |
| Petrolul Ploiești | 1       | 1930                               |
| Reșița            | 1       | 1931                               |

†  Cluburi desființate.
†† Ediția 1921 e controversată: unele surse o dau câștigătoare pe Venus, altele pe Tricolor București.

#### După orașe
| BucureștiArgeș PiteștiAstra GiurgiuColțea BrașovCA OradeaCFR ClujTimișoaraFCV Farul ConstanțaOțelul GalațiPloieștiReșițaUnirea UrziceniUniv. CraiovaUTA AradCampioane din Ploiești: · Petrolul · Prahova · UnitedCampioane din Timișoara: · Chinezul · Ripensia · Locațiile campioanelor din România. · Albastru: peste 10 titluri; Verde: 6-10 titluri; Roșu: 2-5 titluri; Galben: un titlu. | ColentinaDinamoFCSBOlympiaRapidRomâno-AmericanaUnirea TricolorVenus Campioanele din București. · Albastru: peste 10 titluri; Verde: 6-10 titluri; Roșu: 2-5 titluri; Galben: un titlu. |

| Oraș        | Titluri | Cluburi câștigătoare |
| ----------- | ------- | --- |
| București   | 64      | FCSB (28), Dinamo (18), Venus (7), Rapid (3), Colentina (2), Olympia (2), Unirea Tricolor (2), Româno-Americana (1), Juventus (1) |
| Timișoara   | 10      | Chinezul (6), Ripensia (4) |
| Cluj-Napoca | 8       | CFR (8) |
| Arad        | 6       | UTA (6) |
| Ploiești    | 5       | Petrolul (3), Prahova (1), United (1)                                                                                             |
| Craiova     | 4       | Universitatea (4) |
| Pitești     | 2       | FC Argeș (2) |
| Constanța   | 2       | FCV Farul (2) |
| Brașov      | 1       | Colțea (1) |
| Galați      | 1       | Oțelul (1) |
| Oradea      | 1       | CAO (1) |
| Reșița      | 1       | CSM (1) |
| Urziceni    | 1       | Unirea (1) |
| Giurgiu     | 1       | Astra (1) |

### Sezonul 2025-2026
Șaisprezece cluburi participă în sezonul 2025-2026 al SuperLigii, treisprezece din sezonul precedent și trei promovate din Liga a II-a:

Notă: Datele statistice sunt bazate pe ceea indică forurile competente de conducere, LPF și UEFA.
| Club                   | Clasament 2024-25 | Primul sezon în SuperLigă | Sezoane în SuperLigă | Ultima promovare | Titluri | Ultimul titlu |
| ---------------------- | ----------------- | ------------------------- | -------------------- | ---------------- | ------- | ------------- |
| Argeș Pitești          | 1 (Liga a II-a)   | 1961-1962                 | 48                   | 2025             | 2       | 1978-1979     |
| Botoșani               | 12                | 2013-2014                 | 13                   | 2013             | 0       | –             |
| CFR Cluj               | 2                 | 1947-1948                 | 31                   | 2004             | 8       | 2021-2022     |
| Csíkszereda            | 3 (Liga a II-a)   | 2025-2026                 | 1                    | 2025             | 0       | –             |
| Dinamo București       | 6                 | 1948-1949                 | 76                   | 2023             | 18      | 2006-2007     |
| FCV Farul Constanța    | 11                | 2012-2013                 | 14                   | 2012             | 2       | 2022-2023     |
| FCSB                   | 1                 | 1947-1948                 | 78                   | 1947             | 28      | 2024-2025     |
| Hermannstadt           | 7                 | 2018-2019                 | 7                    | 2022             | 0       | –             |
| Metaloglobus București | 5 (Liga a II-a)   | 2025-2026                 | 1                    | 2025             | 0       | –             |
| Oțelul Galați          | 8                 | 1986-1987                 | 30                   | 2023             | 1       | 2010-2011     |
| Petrolul Ploiești      | 9                 | 1933-1934                 | 62                   | 2022             | 4       | 1965-1966     |
| Rapid București        | 5                 | 1932-1933                 | 71                   | 2021             | 3       | 2002-2003     |
| Unirea Slobozia        | 14                | 2024-2025                 | 2                    | 2024             | 0       | –             |
| Universitatea Cluj     | 4                 | 1932-1933                 | 60                   | 2022             | 0       | –             |
| CSU Craiova            | 3                 | 2014-2015                 | 12                   | 2014             | 0       | –             |
| UTA Arad               | 10                | 1946-1947                 | 44                   | 2020             | 6       | 1969-1970     |

1. 1 2 3 4  Nu a retrogradat niciodată din primul eșalon.
2. ↑  Cea mai lungă serie de sezoane consecutive în primul eșalon.
3. 1 2  Unul dintre cele paisprezece cluburi care au jucat în prima ediție a Campionatului de Fotbal al României desfășurat în sistem divizionar.

## Competiții internaționale

### Calificările pentru competițiile europene
Echipa care termină pe primul loc în SuperLigă, campioana României, se califică în primul tur de calificare al Ligii Campionilor din sezonul următor. Echipa clasată pe locul doi în SuperLigă se califică în al doilea tur de calificare al UEFA Conference League din sezonul următor. Al doilea loc pentru cel de-al doilea tur de calificare al UEFA Conference League se dispută într-un mini-turneu: echipele clasate pe locurile 7 și 8 din SuperLigă se înfruntă într-un meci ce se va desfășura pe terenul echipei de pe locul 7, iar câștigătoarea va juca cu echipa de pe locul 3 din SuperLigă pe terenul acesteia, urmând ca doar învingătoarea acestei dispute să se califice în UEFA Conference League. Dacă echipa ce a câștigat Cupa României se clasifică între primele trei echipe din SuperLigă, atunci echipa de pe locul patru se va califica în barajul pentru UEFA Conference League. De asemenea, în caz că echipa care a câștigat Cupa României se clasifică pe locul 7 sau 8 din SuperLigă, cealaltă echipă ce trebuia să dispute primul meci se va califica direct în finală și va înfrunta echipa de pe locul trei/patru pentru un loc în UEFA Conference League. Câștigătoarea Cupei României se califică în primul tur de calificare al Europa League din sezonul următor.
Numărul de locuri alocate cluburilor românești în competițiile UEFA depinde de poziția pe care o deține țara în clasamentul coeficienților de țară UEFA, care este calculat pe baza performanțelor echipelor în competițiile UEFA în ultimii cinci ani. În prezent, poziția României (și de facto SuperLiga) este locul 26, în spatele Suediei și în fața Bulgariei.
| Clasare | Clasare | Clasare   | Asociație   | Coeficient | Coeficient | Coeficient | Coeficient | Coeficient | Coeficient | Locuri în sezonul 2025-26 | Locuri în sezonul 2025-26 | Locuri în sezonul 2025-26 | Locuri în sezonul 2025-26 | Locuri în sezonul 2025-26 | Locuri în sezonul 2025-26 | Locuri în sezonul 2025-26 | Locuri în sezonul 2025-26 | Locuri în sezonul 2025-26 | Locuri în sezonul 2025-26 | Locuri în sezonul 2025-26 | Locuri în sezonul 2025-26 | Locuri în sezonul 2025-26 | Locuri în sezonul 2025-26 | Locuri în sezonul 2025-26 |                   |
| Clasare | Clasare | Clasare   | Asociație   | Coeficient | Coeficient | Coeficient | Coeficient | Coeficient | Coeficient | Liga Campionilor          | Liga Campionilor          | Liga Campionilor          | Liga Campionilor          | Liga Campionilor          | Europa League             | Europa League             | Europa League             | Europa League             | Europa League             | Conference League         | Conference League         | Conference League         | Conference League         | Conference League         | Conference League |
| 2024    | 2023    | Schimbare | Asociație   | 2019–20    | 2020–21    | 2021–22    | 2022–23    | 2023–24    | Coeficient | FL                        | PO                        | T3                        | T2                        | T1                        | FL                        | PO                        | T3                        | T2                        | T1                        | FL                        | PO                        | T3                        | T2                        | T1                        |                   |
| ------- | ------- | --------- | ----------- | ---------- | ---------- | ---------- | ---------- | ---------- | ---------- | ------------------------- | ------------------------- | ------------------------- | ------------------------- | ------------------------- | ------------------------- | ------------------------- | ------------------------- | ------------------------- | ------------------------- | ------------------------- | ------------------------- | ------------------------- | ------------------------- | ------------------------- | ----------------- |
| 22      | 18      | 4         | Rusia       | 4,666      | 4,333      | 5,300      | 4,333      | 4,333      | 22,965     | —                         | —                         | —                         | —                         | —                         | —                         | —                         | —                         | —                         | —                         | —                         | —                         | —                         | —                         | —                         |                   |
| 23      | 22      | 1         | Cipru       | 5,125      | 4,000      | 4,125      | 5,100      | 3,750      | 22,100     | —                         | —                         | —                         | —                         | 1                         | —                         | —                         | —                         | —                         | 1                         | —                         | —                         | —                         | 2                         | —                         |                   |
| 24      | 25      | 1         | Ungaria     | 4,500      | 4,250      | 2,750      | 5,875      | 4,500      | 21,875     | —                         | —                         | —                         | —                         | 1                         | —                         | —                         | —                         | —                         | 1                         | —                         | —                         | —                         | 2                         | —                         |                   |
| 25      | 23      | 2         | Suedia      | 5,750      | 2,500      | 5,125      | 6,250      | 1,875      | 21,500     | —                         | —                         | —                         | —                         | 1                         | —                         | —                         | —                         | —                         | 1                         | —                         | —                         | —                         | 2                         | —                         |                   |
| 26      | 26      | =         | România     | 5,875      | 3,750      | 2,250      | 6,250      | 3,250      | 21,375     | —                         | —                         | —                         | —                         | 1                         | —                         | —                         | —                         | —                         | 1                         | —                         | —                         | —                         | 2                         | —                         |                   |
| 27      | 27      | =         | Bulgaria    | 4,125      | 4,000      | 3,375      | 4,500      | 4,375      | 20,375     | —                         | —                         | —                         | —                         | 1                         | —                         | —                         | —                         | —                         | 1                         | —                         | —                         | —                         | 2                         | —                         |                   |
| 28      | 29      | 1         | Azerbaidjan | 3,375      | 2,500      | 4,375      | 4,000      | 5,875      | 20,125     | —                         | —                         | —                         | —                         | 1                         | —                         | —                         | —                         | —                         | 1                         | —                         | —                         | —                         | 2                         | —                         |                   |
| 29      | 28      | 1         | Slovacia    | 3,000      | 1,500      | 4,125      | 6,000      | 5,000      | 19,625     | —                         | —                         | —                         | —                         | 1                         | —                         | —                         | —                         | —                         | 1                         | —                         | —                         | —                         | 2                         | —                         |                   |
| 30      | 31      | 1         | Slovenia    | 2,000      | 2,250      | 3,000      | 2,125      | 3,875      | 13,250     | —                         | —                         | —                         | —                         | 1                         | —                         | —                         | —                         | —                         | 1                         | —                         | —                         | —                         | 1                         | 1                         |                   |

### Performanțe în competițiile internaționale
Cluburile de fotbal din România au participat în competițiile de fotbal ale asociațiilor europene (Liga Campionilor UEFA/Cupa Campionilor Europeni, UEFA Europa League/Cupa UEFA, UEFA Europa Conference League și cele dispărute în prezent, Cupa UEFA Intertoto, Cupa Orașelor Târguri și Cupa Cupelor UEFA) din 1956, când echipa Dinamo București a participat la cea de-a doua ediție a Cupei Campionilor Europeni. Steaua București a avut, de asemenea, singura participare la Cupa Intercontinentală, în 1986.
Cupa Campionilor Europei a început în sezonul 1955–56, dar nu a existat niciun reprezentant din România în acel sezon inaugural. Prima echipă românească care a participat la ediția următoare a fost Dinamo București, fiind eliminată în prima rundă de CDNA Sofia din Bulgaria cu scorul de 4-10 la general. Prima și singura echipă din România până în prezent care a reușit să câștige această competiție a fost Steaua București în 1986, după ce a câștigat finala împotriva echipei FC Barcelona la loviturile de departajare. Ulterior, Steaua a mai participat într-o finală, în 1989, pierzând-o însă în fața formației AC Milan cu scorul de 0-4.

Cea mai mare performanță în Cupa UEFA/UEFA Europa League a fost atingerea semifinalelor, în două ocazii: prima dată de Universitatea Craiova în sezonul 1982-1983, fiind eliminată de Benfica Lisabona; și a doua oară de Steaua București în sezonul 2005-2006, fiind eliminată de formația engleză Middlesbrough FC.
Cluburile românești, de fotbal, prezente în clasamentul coeficienților UEFA, la data de 24 iulie 2025, sunt următoarele:
| Poz.    | Club                | 2021-22 | 2022-23 | 2023–24 | 2024-25 | 2025-26 | Coef.  |
| ------- | ------------------- | ------- | ------- | ------- | ------- | ------- | ------ |
| 76      | FCSB                | 1,500   | 2,500   | 2,000   | 14,500  | 2,500   | 23,000 |
| 95      | CFR Cluj            | 3,000   | 8,000   | 1,500   | 2,500   | 2,000   | 17,000 |
| 202     | CSU Craiova         | 1,500   | 2,500   | 0,000   | 1,500   | 1,500   | 7,000  |
| 236     | Sepsi               | 1,500   | 2,000   | 2,500   | 0,000   | 0,000   | 6,000  |
| România | România             | România | România | România | România | România | 4,075  |
| 298     | FCV Farul Constanța | 0,000   | 0,000   | 2,500   | 0,000   | 0,000   | 2,500  |
| 299     | Corvinul            | 0,000   | 0,000   | 0,000   | 2,000   | 0,000   | 2,000  |
| 300     | Universitatea Cluj  | 0,000   | 0,000   | 0,000   | 0,000   | 1,500   | 1,500  |

     Indică un club care este prezent în Liga Campionilor.
     Indică un club care este prezent în Europa League.
     Indică un club care este prezent în Conference League.
- ^1 – Cluburile de mai jos au un coeficient scăzut, astfel că ele preiau coeficientul țării.

## Sponsorizări
| Perioada     | Sponsor         | Marcă                  |
| ------------ | --------------- | ---------------------- |
| 1932-1998    | Niciun sponsor  | Divizia A              |
| 1998-1999    | Gelsor          | Divizia A Gelsor       |
| 1999-2001    | SABMiller       | Divizia A Ursus        |
| 2001-2004    | Niciun sponsor  | Divizia A              |
| 2004-2006    | European Drinks | Divizia A Bürger       |
| 2006-2008    | European Drinks | Liga I Bürger          |
| 2008-2009    | European Drinks | Liga I Frutti Fresh    |
| 2009-2010    | Gamebookers     | Liga 1 Gamebookers.com |
| 2010-2013    | Bergenbier      | Liga 1 Bergenbier      |
| 2013-2015    | Niciun sponsor  | Liga I                 |
| 2015-2017    | Orange          | Liga 1 Orange          |
| 2017-2019    | Betano          | Liga 1 Betano          |
| 2019-2022    | Casa Pariurilor | Casa Liga 1            |
| 2022-prezent | Superbet        | SuperLiga României     |

La 19 decembrie 1998, SABMiller a cumpărat drepturile de denumire pentru patru sezoane și jumătate, devenind primul sponsor din istoria competiției. SABMiller a schimbat numele competiției denumind-o Divizia A Ursus, cu scopul de a promova berea Ursus.
Începând cu sezonul 2004-2005, Grupul European Drinks a devenit sponsor principal iar competiția și-a schimbat numele în Divizia A Bürger, pentru a promova berea Bürger. Din 2008, Liga I a preluat numele unui alt produs al European Drinks, Frutty Fresh. În sezonul 2009-2010, Liga I a fost sponsorizată de casa de pariuri Gamebookers.. Începând cu sezonul 2010-2011, producătorul de bere Bergenbier a sponsorizat Liga I, iar competiția a purtat numele de Liga I Bergenbier.
Din noiembrie 2015, primul eșalon al țării a purtat numele de Liga 1 Orange, deoarece compania franceză de telecomunicații a achiziționat drepturile de publicitate ale Ligii I, pentru 2 sezoane. În iulie 2017, Betano a încheiat un parteneriat cu LPF și, până în sezonul 2018-2019, primul eșalon s-a numit Liga I Betano.
În iulie 2019, Casa Pariurilor și Liga Profesionistă de Fotbal au anunțat parteneriatul în urma căruia Liga I va deveni Casa Liga 1 pentru următorii 5 ani. La sfârșitul sezonului 2021-2022, cele două părți au reziliat contractul.
În iulie 2022, Superbet și Liga Profesionistă de Fotbal au anunțat parteneriatul în urma căruia Liga I va deveni SuperLiga pentru următorii 2 ani.

## Televizare
- Între anii 1998 și 2003, meciurile din SuperLigă au fost transmise de cele mai importante posturi din țară, cum ar fi: TVR 1 (care a avut audiențe între 1,2 milioane și 2,1 milioane de oameni), Pro TV, Antena 1 și Prima TV, care au avut audiențe record de până la 4,2 milioane de telespectatori.
- În 2004, Telesport a cumpărat drepturile de difuzare pentru 28 milioane dolari, încheind un contract cu LPF pentru patru sezoane. Telesport a vândut o parte din meciuri altor rețele române: TVR1, Antena 1, Național TV și Kanal D.[25]
- Pe 31 martie 2008, Antena 1, împreună cu RCS & RDS, au câștigat licitația cu o ofertă de 102 de milioane de euro pentru o perioadă de trei sezoane de contract.[26]
- În 2011, drepturile de difuzare au fost cumpărate de RCS & RDS pentru canalele lor Digi Sport 1, Digi Sport 2 și Digi Sport 3. Aceste canale au difuzat șapte din cele nouă meciuri din fiecare etapă a campionatului. Celelalte două meciuri au fost transmise de Antena 1 și Dolce Sport.
- În martie 2014, LPF a anunțat că drepturile au fost vândute pentru o perioadă de cinci ani unei companii din Uniunea Europeană, fără a preciza însă numele companiei.[27] O lună mai târziu, Look TV și Look Plus au fost dezvăluite ca posturile de televiziune care vor difuza meciurile din Liga I și Cupa Ligii între 2014 și 2019.[28] Pe lângă aceste posturi, meciurile au fost difuzate și de Digi Sport și Dolce Sport.
- În aprilie 2019, firma EAD.RO Interactive SRL a cumpărat drepturile TV pentru competiție până în 2024. Ea a plătit echipelor din SuperLigă 28 de milioane de euro pe an în această perioadă.[29] Contractul a fost ulterior prelungit până în 2027, suma mărindu-se la 30 de milioane de euro pe an.[30]
- După ce Orange Sport (fostul Dolce Sport) s-a închis în vara anului 2024,[31] rețelele de televiziuni Prima Sport (fostul Look Sport) și Digi Sport au rămas cele care difuzează concomitent toate meciurile campionatului.

## Clasamentulall-timeîn sistem divizionar
Clasamentul e făcut cu trei puncte pentru victorie și unul pentru egal. Include meciurile jucate între sezoanele 1932–33 și 2024–25 inclusiv. Echipele cu litere îngroșate evoluează în sezonul 2025–26 al SuperLigii. Echipele în italice nu mai există. Acest tabel arată doar titlurile câștigate începând din 1932-33, de când a fost introdus sistemul divizionar. Un campionat național oficial a existat și înainte, însă el se desfășura într-un sistem de tip eliminatoriu, astfel încât datele statistice nu ar putea fi corelate cu cele extrase din campionatele desfășurate în sistem divizionar. Acesta este motivul pentru care unele echipe sunt listate cu mai puține campionate. De exemplu, Venus București a câștigat trei titluri înainte de 1932 și patru după, însă este listată cu doar patru in tabel.
| #   | Echipa                   | S  | Pct.  | MJ    | P/M  | V     | E   | Î   | GM    | GP    | 1  | 2  | 3  | 4 | 5 | 6 | T  | Debut | Ultima apariție | Top |
| --- | ------------------------ | -- | ----- | ----- | ---- | ----- | --- | --- | ----- | ----- | -- | -- | -- | - | - | - | -- | ----- | --------------- | --- |
| 1   | FCSB                     | 77 | 4.632 | 2.432 | 1,9  | 1.356 | 564 | 512 | 4.551 | 2.445 | 28 | 20 | 9  | 4 | 6 | 6 | 73 | 1947  | 2024–25         | 1   |
| 2   | Dinamo București         | 75 | 4.222 | 2.360 | 1,79 | 1.231 | 529 | 600 | 4.306 | 2.620 | 18 | 20 | 10 | 4 | 5 | 7 | 64 | 1948  | 2024–25         | 1   |
| 3   | Rapid București          | 70 | 3.240 | 2.059 | 1,57 | 916   | 492 | 649 | 3.170 | 2.436 | 3  | 14 | 8  | 9 | 6 | 1 | 41 | 1932  | 2024–25         | 1   |
| 4   | Petrolul Ploiești        | 61 | 2.433 | 1.784 | 1,36 | 671   | 420 | 693 | 2.387 | 2.344 | 3  | 2  | 4  | 0 | 6 | 5 | 20 | 1933  | 2024–25         | 1   |
| 5   | Universitatea Cluj       | 59 | 2.165 | 1.728 | 1,25 | 596   | 377 | 755 | 2.214 | 2.622 | 0  | 1  | 1  | 5 | 3 | 2 | 12 | 1932  | 2024–25         | 2   |
| 6   | Argeș Pitești            | 47 | 2.128 | 1.522 | 1,39 | 608   | 304 | 610 | 1.951 | 1.945 | 2  | 2  | 4  | 3 | 3 | 3 | 17 | 1961  | 2022–23         | 1   |
| 7   | FC Brașov                | 46 | 1.912 | 1.429 | 1,33 | 533   | 313 | 583 | 1.765 | 1.845 | 0  | 1  | 2  | 3 | 4 | 2 | 12 | 1957  | 2014–15         | 2   |
| 8   | Poli Timișoara           | 44 | 1.845 | 1.336 | 1,38 | 508   | 321 | 507 | 1.782 | 1.839 | 0  | 2  | 5  | 1 | 4 | 6 | 18 | 1948  | 2010–11         | 2   |
| 9   | CFR Cluj                 | 30 | 1.779 | 1.064 | 1,67 | 497   | 288 | 279 | 1.504 | 1.110 | 8  | 2  | 3  | 2 | 3 | 0 | 18 | 1947  | 2024–25         | 1   |
| 10  | UTA Arad                 | 43 | 1.751 | 1.267 | 1,38 | 482   | 305 | 480 | 1.796 | 1.743 | 6  | 1  | 1  | 3 | 3 | 1 | 15 | 1946  | 2024–25         | 1   |
| 11  | FCM Bacău                | 42 | 1.729 | 1.319 | 1,31 | 489   | 262 | 568 | 1.538 | 1.809 | 0  | 0  | 0  | 1 | 4 | 6 | 11 | 1956  | 2005–06         | 4   |
| 12  | FC Farul (–2021)         | 42 | 1.679 | 1.299 | 1,29 | 473   | 260 | 566 | 1.577 | 1.840 | 0  | 0  | 0  | 3 | 2 | 2 | 7  | 1955  | 2008–09         | 4   |
| 13  | Sportul Studențesc       | 36 | 1.561 | 1.154 | 1,35 | 435   | 256 | 463 | 1.569 | 1.575 | 0  | 1  | 3  | 6 | 1 | 4 | 15 | 1937  | 2011–12         | 2   |
| 14  | U Craiova (–1991)        | 28 | 1.511 | 885   | 1,7  | 442   | 185 | 284 | 1.397 | 972   | 4  | 3  | 6  | 4 | 3 | 3 | 23 | 1964  | 1990-91         | 1   |
| 15  | Poli Iași                | 38 | 1.511 | 1.262 | 1,2  | 409   | 284 | 569 | 1.410 | 1.775 | 0  | 0  | 0  | 0 | 0 | 2 | 2  | 1960  | 2024–25         | 6   |
| 16  | Jiul Petroșani           | 41 | 1.456 | 1.197 | 1,21 | 402   | 250 | 545 | 1.403 | 1.845 | 0  | 0  | 1  | 0 | 2 | 2 | 5  | 1937  | 2006–07         | 3   |
| 17  | Oțelul Galați            | 29 | 1.367 | 972   | 1,41 | 386   | 209 | 377 | 1.175 | 1.195 | 1  | 0  | 0  | 3 | 3 | 2 | 9  | 1986  | 2024-25         | 1   |
| 18  | Progresul                | 32 | 1.326 | 945   | 1,4  | 379   | 189 | 377 | 1.353 | 1.324 | 0  | 3  | 2  | 3 | 1 | 2 | 11 | 1955  | 2006–07         | 2   |
| 19  | FCU Craiova              | 22 | 1.019 | 743   | 1,37 | 280   | 179 | 284 | 1.000 | 935   | 0  | 2  | 1  | 3 | 0 | 0 | 6  | 1991  | 2023–24         | 2   |
| 20  | Gloria Bistrița          | 22 | 940   | 724   | 1,29 | 269   | 133 | 322 | 903   | 1.003 | 0  | 0  | 1  | 0 | 2 | 4 | 7  | 1990  | 2012–13         | 3   |
| 21  | Astra Giurgiu            | 18 | 900   | 617   | 1,45 | 247   | 162 | 206 | 815   | 686   | 1  | 1  | 1  | 2 | 3 | 1 | 9  | 1998  | 2020–21         | 1   |
| 22  | ASA Târgu Mureș          | 21 | 862   | 690   | 1,24 | 251   | 109 | 330 | 817   | 1.025 | 0  | 1  | 1  | 2 | 0 | 1 | 5  | 1967  | 1991–92         | 2   |
| 23  | Ceahlăul                 | 18 | 740   | 596   | 1,24 | 202   | 134 | 260 | 689   | 851   | 0  | 0  | 0  | 1 | 2 | 1 | 4  | 1993  | 2014–15         | 4   |
| 24  | Corvinul                 | 17 | 728   | 562   | 1,29 | 210   | 98  | 254 | 831   | 881   | 0  | 0  | 1  | 0 | 1 | 2 | 4  | 1954  | 1991–92         | 3   |
| 25  | FCV Farul Constanța      | 13 | 711   | 484   | 1,47 | 192   | 135 | 157 | 657   | 582   | 2  | 0  | 1  | 2 | 2 | 0 | 7  | 2012  | 2024–25         | 1   |
| 26  | CSU Craiova              | 11 | 693   | 433   | 1,6  | 197   | 102 | 118 | 583   | 425   | 0  | 1  | 5  | 2 | 2 | 0 | 10 | 2014  | 2024–25         | 2   |
| 27  | FC Bihor                 | 18 | 661   | 572   | 1,15 | 181   | 118 | 273 | 683   | 893   | 0  | 0  | 0  | 0 | 0 | 0 | 0  | 1963  | 2003–04         | 7   |
| 28  | Gaz Metan                | 16 | 639   | 558   | 1,14 | 161   | 162 | 235 | 597   | 791   | 0  | 0  | 0  | 0 | 0 | 1 | 1  | 1947  | 2021–22         | 6   |
| 29  | Botoșani                 | 12 | 605   | 460   | 1,32 | 156   | 137 | 167 | 535   | 563   | 0  | 0  | 0  | 1 | 0 | 1 | 2  | 2013  | 2024–25         | 4   |
| 30  | CSM Reșița               | 16 | 565   | 482   | 1,17 | 154   | 103 | 225 | 666   | 890   | 0  | 0  | 0  | 2 | 0 | 1 | 3  | 1938  | 1999–00         | 4   |
| 31  | Pandurii                 | 12 | 532   | 412   | 1,29 | 140   | 112 | 160 | 459   | 491   | 0  | 1  | 1  | 0 | 0 | 0 | 2  | 2005  | 2016–17         | 2   |
| 32  | CA Oradea                | 17 | 515   | 378   | 1,36 | 145   | 80  | 153 | 633   | 635   | 1  | 1  | 1  | 3 | 0 | 3 | 9  | 1932  | 1962–63         | 1   |
| 33  | FC Vaslui                | 9  | 489   | 302   | 1,27 | 137   | 78  | 87  | 393   | 303   | 0  | 1  | 2  | 0 | 2 | 1 | 6  | 2005  | 2013–14         | 2   |
| 34  | Scornicești              | 11 | 475   | 373   | 1,27 | 137   | 64  | 172 | 424   | 546   | 0  | 0  | 0  | 1 | 0 | 0 | 1  | 1979  | 1989–90         | 4   |
| 35  | Unirea Tricolor          | 16 | 462   | 347   | 1,33 | 128   | 78  | 141 | 625   | 669   | 1  | 0  | 1  | 0 | 1 | 0 | 3  | 1932  | 1957–58         | 1   |
| 36  | Chimia R Vâlcea          | 10 | 427   | 340   | 1,25 | 121   | 64  | 155 | 368   | 533   | 0  | 0  | 0  | 0 | 0 | 0 | 0  | 1974  | 1986–87         | 8   |
| 37  | Voluntari                | 9  | 407   | 357   | 1,14 | 101   | 104 | 152 | 382   | 481   | 0  | 0  | 0  | 1 | 0 | 0 | 1  | 2015  | 2023–24         | 4   |
| 38  | Sepsi                    | 8  | 405   | 313   | 1,29 | 103   | 96  | 114 | 392   | 364   | 0  | 0  | 0  | 1 | 1 | 2 | 4  | 2017  | 2024–25         | 4   |
| 39  | CFR Timișoara            | 11 | 382   | 273   | 1,39 | 104   | 70  | 99  | 406   | 392   | 0  | 1  | 1  | 2 | 1 | 0 | 5  | 1946  | 1970–71         | 2   |
| 40  | Inter Sibiu              | 8  | 377   | 272   | 1,38 | 110   | 47  | 115 | 358   | 376   | 0  | 0  | 0  | 1 | 0 | 1 | 2  | 1988  | 1995–96         | 4   |
| 41  | Venus București          | 9  | 359   | 180   | 1,99 | 108   | 35  | 37  | 499   | 248   | 4  | 0  | 2  | 1 | 1 | 1 | 9  | 1932  | 1940–41         | 1   |
| 42  | Ripensia                 | 9  | 358   | 184   | 1,94 | 110   | 28  | 46  | 512   | 277   | 4  | 2  | 2  | 0 | 0 | 1 | 9  | 1932  | 1940–41         | 1   |
| 43  | CF Chindia Târgoviște    | 9  | 349   | 298   | 1,17 | 95    | 64  | 139 | 312   | 469   | 0  | 0  | 0  | 0 | 0 | 0 | 0  | 1961  | 1997–98         | 7   |
| 44  | Chiajna                  | 8  | 314   | 296   | 1,06 | 77    | 83  | 136 | 299   | 423   | 0  | 0  | 0  | 0 | 0 | 0 | 0  | 2011  | 2018–19         | 9   |
| 45  | Energia Mureș            | 10 | 301   | 241   | 1,24 | 85    | 46  | 110 | 360   | 418   | 0  | 0  | 0  | 2 | 0 | 0 | 2  | 1946  | 1957–58         | 4   |
| 46  | Hermannstadt             | 6  | 295   | 234   | 1,26 | 74    | 73  | 87  | 247   | 276   | 0  | 0  | 0  | 0 | 0 | 0 | 0  | 2018  | 2024–25         | 7   |
| 47  | Maramureș Baia Mare      | 7  | 284   | 230   | 1,23 | 83    | 35  | 112 | 267   | 370   | 0  | 0  | 0  | 1 | 1 | 0 | 2  | 1964  | 1994–95         | 4   |
| 48  | Unirea Urziceni          | 5  | 269   | 170   | 1,58 | 74    | 47  | 49  | 199   | 162   | 1  | 1  | 0  | 0 | 1 | 0 | 3  | 2006  | 2010–11         | 1   |
| 49  | Vagonul Arad             | 9  | 259   | 184   | 1,4  | 76    | 31  | 77  | 318   | 323   | 0  | 1  | 1  | 2 | 0 | 0 | 4  | 1932  | 1968–69         | 2   |
| 50  | Olimpia Satu Mare        | 7  | 247   | 222   | 1,11 | 69    | 40  | 113 | 223   | 363   | 0  | 0  | 0  | 0 | 0 | 0 | 0  | 1937  | 1998–99         | 9   |
| 51  | Victoria                 | 5  | 243   | 169   | 1,43 | 70    | 33  | 66  | 242   | 251   | 0  | 0  | 3  | 0 | 0 | 0 | 3  | 1985  | 1989–90         | 3   |
| 52  | Gloria Buzău (–2016)     | 7  | 237   | 238   | 0,99 | 64    | 45  | 129 | 236   | 403   | 0  | 0  | 0  | 0 | 1 | 0 | 1  | 1978  | 2008–09         | 5   |
| 53  | ASA Târgu Mureș          | 5  | 218   | 178   | 1,22 | 55    | 53  | 70  | 179   | 213   | 0  | 1  | 0  | 0 | 0 | 1 | 2  | 2010  | 2016–17         | 2   |
| 54  | Gloria Arad              | 8  | 208   | 156   | 1,33 | 59    | 31  | 66  | 296   | 332   | 0  | 0  | 0  | 0 | 1 | 1 | 2  | 1932  | 1940–41         | 5   |
| 55  | Victoria Cluj            | 8  | 206   | 154   | 1,33 | 61    | 23  | 70  | 266   | 294   | 0  | 0  | 0  | 0 | 1 | 3 | 4  | 1932  | 1939–40         | 5   |
| 56  | Extensiv Craiova         | 5  | 198   | 170   | 1,16 | 54    | 36  | 80  | 171   | 213   | 0  | 0  | 1  | 0 | 0 | 1 | 2  | 1991  | 1999–00         | 3   |
| 57  | Dacia Unirea Brăila      | 6  | 192   | 177   | 1,08 | 54    | 30  | 94  | 193   | 328   | 0  | 0  | 0  | 0 | 0 | 1 | 1  | 1937  | 1993–94         | 6   |
| 58  | Moreni                   | 4  | 182   | 136   | 1,33 | 53    | 23  | 60  | 180   | 198   | 0  | 0  | 0  | 1 | 0 | 1 | 2  | 1986  | 1989–90         | 4   |
| 59  | Chindia                  | 4  | 172   | 155   | 1,1  | 42    | 46  | 67  | 139   | 177   | 0  | 0  | 0  | 0 | 0 | 0 | 0  | 2019  | 2022–23         | 7   |
| 60  | Dunărea Galați           | 5  | 164   | 170   | 0,96 | 44    | 32  | 94  | 174   | 310   | 0  | 0  | 0  | 0 | 0 | 0 | 0  | 1974  | 1983–84         | 14  |
| 61  | Chinezul                 | 6  | 160   | 119   | 1,34 | 46    | 21  | 53  | 281   | 288   | 0  | 0  | 0  | 0 | 1 | 0 | 1  | 1933  | 1938–39         | 4   |
| 62  | ACS Poli                 | 4  | 144   | 154   | 0,93 | 37    | 47  | 70  | 147   | 222   | 0  | 0  | 0  | 0 | 0 | 0 | 0  | 2013  | 2017–18         | 12  |
| 63  | Crișana Oradea           | 6  | 140   | 110   | 1,27 | 40    | 20  | 50  | 199   | 232   | 0  | 0  | 0  | 0 | 1 | 0 | 1  | 1932  | 1937–38         | 5   |
| 64  | LPS HD Clinceni          | 3  | 112   | 119   | 0,94 | 27    | 31  | 61  | 109   | 205   | 0  | 0  | 0  | 0 | 1 | 0 | 1  | 2019  | 2021–22         | 5   |
| 65  | Mioveni                  | 4  | 110   | 146   | 0,75 | 24    | 38  | 84  | 101   | 230   | 0  | 0  | 0  | 0 | 0 | 0 | 0  | 2007  | 2022–23         | 12  |
| 66  | Minerul Lupeni           | 4  | 105   | 101   | 1,03 | 30    | 15  | 56  | 106   | 207   | 0  | 0  | 0  | 0 | 0 | 0 | 0  | 1959  | 1962–63         | 11  |
| 67  | FC Ploiești              | 5  | 100   | 102   | 0,98 | 28    | 16  | 58  | 131   | 254   | 0  | 0  | 0  | 0 | 0 | 0 | 0  | 1932  | 1947–48         | 9   |
| 68  | Foresta Fălticeni        | 3  | 99    | 98    | 1,01 | 24    | 27  | 47  | 102   | 145   | 0  | 0  | 0  | 0 | 0 | 0 | 0  | 1997  | 2000–01         | 13  |
| 69  | Unirea Alba Iulia        | 3  | 93    | 94    | 0,98 | 24    | 21  | 49  | 93    | 171   | 0  | 0  | 0  | 0 | 0 | 1 | 1  | 2003  | 2009–10         | 6   |
| 70  | Carpați Baia Mare        | 3  | 89    | 62    | 1,43 | 26    | 11  | 25  | 96    | 106   | 0  | 0  | 0  | 0 | 0 | 0 | 0  | 1937  | 1939–40         | 5   |
| 71  | Ciocanul                 | 2  | 82    | 56    | 1,46 | 24    | 10  | 22  | 100   | 87    | 0  | 0  | 0  | 0 | 0 | 0 | 0  | 1946  | 1947–48         | 7   |
| 72  | Rocar                    | 2  | 81    | 64    | 1,26 | 25    | 6   | 33  | 93    | 108   | 0  | 0  | 0  | 0 | 0 | 0 | 0  | 1999  | 2000–01         | 12  |
| 73  | Onești                   | 2  | 69    | 68    | 1,01 | 21    | 6   | 41  | 93    | 159   | 0  | 0  | 0  | 0 | 0 | 0 | 0  | 1998  | 1999–00         | 14  |
| 74  | CA Cîmpulung Moldovenesc | 2  | 55    | 33    | 1,66 | 15    | 10  | 8   | 50    | 31    | 0  | 0  | 1  | 0 | 0 | 0 | 1  | 1952  | 1953            | 3   |
| 75  | Siderurgistul            | 2  | 49    | 52    | 0,94 | 13    | 10  | 29  | 62    | 104   | 0  | 0  | 0  | 0 | 0 | 0 | 0  | 1963  | 1965–66         | 14  |
| 76  | Carmen București         | 1  | 47    | 26    | 1,8  | 14    | 5   | 7   | 90    | 44    | 0  | 1  | 0  | 0 | 0 | 0 | 1  | 1946  | 1946–47         | 2   |
| 77  | Gloria Galați            | 2  | 46    | 46    | 1    | 13    | 7   | 26  | 54    | 100   | 0  | 0  | 0  | 0 | 0 | 0 | 0  | 1939  | 1940–41         | 10  |
| 78  | Ferar Cluj               | 1  | 43    | 26    | 1,65 | 13    | 4   | 9   | 44    | 29    | 0  | 0  | 0  | 0 | 0 | 1 | 1  | 1946  | 1946–47         | 6   |
| 79  | CAM Timișoara            | 2  | 43    | 34    | 1,26 | 12    | 7   | 15  | 54    | 76    | 0  | 0  | 0  | 0 | 1 | 0 | 1  | 1932  | 1939–40         | 5   |
| 80  | Unirea Slobozia          | 1  | 40    | 39    | 1,03 | 10    | 10  | 19  | 39    | 55    | 0  | 0  | 0  | 0 | 0 | 0 | 0  | 2024  | 2024–25         | 14  |
| 81  | Câmpia Turzii            | 2  | 40    | 48    | 0,83 | 7     | 19  | 22  | 46    | 86    | 0  | 0  | 0  | 0 | 0 | 0 | 0  | 1952  | 1954            | 12  |
| 82  | Team Săgeata⁠(d)          | 1  | 38    | 34    | 1,11 | 10    | 8   | 16  | 32    | 54    | 0  | 0  | 0  | 0 | 0 | 0 | 0  | 2013  | 2013–14         | 17  |
| 83  | Dunărea Călărași         | 1  | 37    | 40    | 0,92 | 7     | 16  | 17  | 24    | 43    | 0  | 0  | 0  | 0 | 0 | 0 | 0  | 2018  | 2018–19         | 13  |
| 84  | Mica Brad                | 1  | 36    | 24    | 1,5  | 12    | 0   | 12  | 51    | 43    | 0  | 0  | 0  | 0 | 1 | 0 | 1  | 1940  | 1940–41         | 5   |
| 85  | Curtea de Argeș          | 1  | 36    | 34    | 1,05 | 10    | 6   | 18  | 32    | 49    | 0  | 0  | 0  | 0 | 0 | 0 | 0  | 2009  | 2009–10         | 12  |
| 86  | CSM Suceava              | 1  | 35    | 34    | 1,02 | 10    | 5   | 19  | 36    | 69    | 0  | 0  | 0  | 0 | 0 | 0 | 0  | 1987  | 1987–88         | 18  |
| 87  | FC Craiova               | 2  | 35    | 50    | 0,7  | 10    | 5   | 35  | 61    | 171   | 0  | 0  | 0  | 0 | 0 | 0 | 0  | 1940  | 1946–47         | 9   |
| 88  | Turnu Severin            | 1  | 32    | 34    | 0,94 | 7     | 11  | 16  | 36    | 47    | 0  | 0  | 0  | 0 | 0 | 0 | 0  | 2012  | 2012–13         | 16  |
| 89  | Dermata Cluj             | 1  | 32    | 30    | 1,06 | 7     | 11  | 12  | 41    | 50    | 0  | 0  | 0  | 0 | 0 | 0 | 0  | 1947  | 1947–48         | 11  |
| 90  | Voința Sibiu             | 1  | 32    | 34    | 0,94 | 8     | 8   | 18  | 24    | 45    | 0  | 0  | 0  | 0 | 0 | 0 | 0  | 2011  | 2011–12         | 16  |
| 91  | Gloria Buzău             | 1  | 27    | 39    | 0,69 | 7     | 6   | 26  | 29    | 65    | 0  | 0  | 0  | 0 | 0 | 0 | 0  | 2024  | 2024–25         | 16  |
| 92  | Locomotiva Sibiu         | 3  | 27    | 48    | 0,56 | 5     | 12  | 31  | 42    | 131   | 0  | 0  | 0  | 0 | 0 | 0 | 0  | 1932  | 1950            | 12  |
| 93  | Victoria Brănești        | 1  | 25    | 34    | 0,73 | 5     | 10  | 19  | 35    | 61    | 0  | 0  | 0  | 0 | 0 | 0 | 0  | 2010  | 2010–11         | 16  |
| 94  | Otopeni                  | 1  | 22    | 34    | 0,64 | 5     | 7   | 22  | 32    | 54    | 0  | 0  | 0  | 0 | 0 | 0 | 0  | 2008  | 2008–09         | 17  |
| 95  | Daco-Getica              | 1  | 22    | 40    | 0,55 | 4     | 10  | 26  | 21    | 72    | 0  | 0  | 0  | 0 | 0 | 0 | 0  | 2017  | 2017–18         | 14  |
| 96  | Viitorul București       | 1  | 21    | 14    | 1,5  | 6     | 3   | 5   | 33    | 26    | 0  | 0  | 0  | 0 | 0 | 0 | 0  | 1962  | 1962–63         | 14  |
| 97  | Vulturii Lugoj           | 1  | 20    | 18    | 1,11 | 6     | 2   | 10  | 24    | 41    | 0  | 0  | 0  | 0 | 0 | 0 | 0  | 1937  | 1937–38         | 7   |
| 98  | Metalul București        | 1  | 19    | 26    | 0,73 | 5     | 4   | 17  | 50    | 80    | 0  | 0  | 0  | 0 | 0 | 0 | 0  | 1948  | 1948–49         | 13  |
| 99  | Prahova Ploiești         | 1  | 16    | 26    | 0,61 | 5     | 1   | 20  | 26    | 97    | 0  | 0  | 0  | 0 | 0 | 0 | 0  | 1946  | 1946–47         | 13  |
| 100 | UMT Timișoara            | 1  | 15    | 30    | 0,5  | 3     | 6   | 21  | 24    | 71    | 0  | 0  | 0  | 0 | 0 | 0 | 0  | 2001  | 2001–02         | 16  |
| 101 | ACFR Brașov              | 1  | 15    | 18    | 0,83 | 4     | 3   | 11  | 26    | 45    | 0  | 0  | 0  | 0 | 0 | 0 | 0  | 1937  | 1937–38         | 9   |
| 102 | Corona Brașov            | 1  | 14    | 34    | 0,41 | 2     | 8   | 24  | 20    | 69    | 0  | 0  | 0  | 0 | 0 | 0 | 0  | 2013  | 2013–14         | 18  |
| 103 | Dragoș Vodă Cernăuți     | 1  | 12    | 18    | 0,66 | 4     | 0   | 14  | 26    | 57    | 0  | 0  | 0  | 0 | 0 | 0 | 0  | 1937  | 1937–38         | 10  |
| 104 | Avântul Reghin           | 1  | 12    | 24    | 0,5  | 3     | 3   | 18  | 19    | 57    | 0  | 0  | 0  | 0 | 0 | 0 | 0  | 1955  | 1955            | 13  |
| 105 | Brașovia Brașov          | 2  | 6     | 26    | 0,23 | 1     | 3   | 22  | 28    | 85    | 0  | 0  | 0  | 0 | 0 | 0 | 0  | 1932  | 1933–34         | 13  |
| 106 | Mureșul Târgu Mureș      | 1  | 4     | 14    | 0,28 | 1     | 1   | 12  | 17    | 56    | 0  | 0  | 0  | 0 | 0 | 0 | 0  | 1933  | 1933–34         | 7   |

În ce ligă va evolua echipa respectivă în sezonul 2025-2026:
     SuperLiga 2025-2026
     Liga a II-a 2025-2026
     Liga a III-a 2025-2026
     Ligile de fotbal județene 2025–2026
     Cluburi care nu mai există
     Urmează să se stabilească

## Recorduri

### Echipe
| # | Echipa           | Perioada | Meciuri |
| - | ---------------- | -------- | ------- |
| 1 | Steaua București | 1988     | 21      |
| 2 | Dinamo București | 1988     | 17      |
| 3 | Dinamo București | 2007     | 13      |
| 4 | UTA Arad         | 1948     | 11      |
| 4 | Unirea Tricolor  | 1940     |         |

| # | Echipa          | Perioada | Meciuri |
| - | --------------- | -------- | ------- |
| 1 | ASA Tîrgu Mureș | 1988     | 24      |
| 2 | Scornicești     | 1990     | 18      |
| 3 | Victoria        | 1990     | 16      |
| 3 | CA Oradea       | 1957     |         |
| 5 | FCM Bacău       | 2006     | 13      |
| 5 | Gaz Metan       | 2022     |         |

| # | Echipa               | Perioada | Meciuri |
| - | -------------------- | -------- | ------- |
| 1 | SC Bacău             | 1979     | 8       |
| 2 | FC Brașov            | 2008     | 7       |
| 2 | Locomotiva București | 1951     |         |
| 4 | Foresta Fălticeni    | 2001     | 6       |
| 4 | Dinamo București     | 1959     |         |
| 4 | CSU Craiova          | 2021     |         |
| 4 | Sepsi                | 2021     |         |

### Jucători
| #  | Jucător            | Perioada     | Echipe                                                                                                 | Meciuri |
| -- | ------------------ | ------------ | --- | ------- |
| 1  | Ionel Dănciulescu  | 1993–2013    | Electroputere Craiova, Steaua București, Dinamo București                                              | 515     |
| 2  | Costică Ștefănescu | 1969–1988    | Steaua București, Universitatea Craiova, FCM Brașov                                                    | 490     |
| 3  | Florea Ispir       | 1970–1987    | ASA Târgu Mureș                                                                                        | 485     |
| 3  | Dan Nistor         | 2010–prezent | Pandurii Târgu Jiu, Dinamo București, CFR Cluj, Universitatea Craiova, Universitatea Cluj              | 485     |
| 5  | Ladislau Bölöni    | 1970–1987    | ASA Târgu Mureș, Steaua București                                                                      | 484     |
| 6  | Costel Câmpeanu    | 1987–2005    | SC Bacău, Dinamo București, Gloria Bistrița, Progresul București, Ceahlăul Piatra Neamț                | 470     |
| 7  | Petre Marin        | 1993–2011    | Sportul Studențesc, FC Național, Rapid București, Steaua București, Unirea Urziceni, Concordia Chiajna | 468     |
| 8  | Paul Cazan         | 1972–1987    | Sportul Studențesc București                                                                           | 465     |
| 9  | Cornel Dinu        | 1966–1983    | Dinamo București                                                                                       | 454     |
| 10 | Constantin Stancu  | 1970–1990    | Argeș Pitești                                                                                          | 447     |

Notă
- – Jucătorul evoluează și în prezent în campionat. Echipa actuală este indicată cu bold.

| #  | Jucător                         | Perioada                       | Echipe                                                 | Meciuri |
| -- | ------------------------------- | ------------------------------ | ------------------------------------------------------ | ------- |
| 1  | Mário Camora‡ (PRT)             | 2011–prezent                   | CFR Cluj                                               | 422     |
| 2  | Takayuki Seto (JPN)             | 2009–21, 2022–24, 2025-prezent | Astra Giurgiu, Petrolul Ploiești, Argeș Pitești        | 347     |
| 3  | Júnior Morais (BRA)             | 2010–19, 2021–23               | Astra, FCSB, Rapid                                     | 318     |
| 4  | Adnan Aganović (CRO)            | 2013–17, 2020–prezent          | Brașov, Viitorul, Steaua, Sepsi, Unirea Slobozia       | 258     |
| 5  | Risto Radunović (MNE)           | 2017–prezent                   | Astra Giurgiu, FCSB                                    | 243     |
| 6  | Ousmane Viera (CIV)             | 2008–21                        | CFR Cluj, Internațional, Pandurii, Sepsi, Hermannstadt | 235     |
| 7  | Eric de Oliveira Pereira‡ (BRA) | 2008–21                        | Gaz Metan, Pandurii, Viitorul Constanța, FC Voluntari  | 222     |
| 8  | Radoslav Dimitrov (BUL)         | 2015–24                        | Botoșani, Univ. Craiova, Sepsi                         | 216     |
| 9  | Ricardinho (PRT)                | 2018–prezent                   | Botoșani, Voluntari, Petrolul Ploiești                 | 210     |
| 10 | Filipe Teixeira (PRT)           | 2010–19                        | Brașov, Rapid, Petrolul Ploiești, Astra, FCSB          | 209     |

Notă
- – Jucătorul evoluează și în prezent în campionat. Echipa actuală este indicată cu bold.
- ‡ – Jucătorul deține și cetățenie română.

| #  | Jucător           | Perioada  | Echipa                                                                                           | Goluri |
| -- | ----------------- | --------- | ------------------------------------------------------------------------------------------------ | ------ |
| 1  | Dudu Georgescu    | 1970–1986 | Progresul București, CSM Reșița, Dinamo București, SC Bacău, Gloria Buzău, Flacăra Moreni        | 252    |
| 2  | Ionel Dănciulescu | 1993–2014 | Electroputere Craiova, Dinamo București, Steaua București                                        | 214    |
| 3  | Rodion Cămătaru   | 1974–1989 | Universitatea Craiova, Dinamo București                                                          | 198    |
| 4  | Marin Radu        | 1974–1989 | Argeș Pitești, Olt Scornicești, Steaua București, Inter Sibiu                                    | 190    |
| 5  | Florea Dumitrache | 1966–1983 | Dinamo București, Jiul Petroșani, Corvinul Hunedoara                                             | 170    |
| 6  | Ion Oblemenco     | 1964–1976 | Rapid București, Universitatea Craiova                                                           | 170    |
| 7  | Mircea Sandu      | 1970–1987 | Progresul București, Sportul Studențesc București                                                | 167    |
| 8  | Victor Pițurcă    | 1975–1989 | Olt Scornicești, Steaua București                                                                | 166    |
| 9  | Mihai Adam        | 1962–1976 | Universitatea Cluj-Napoca, Vagonul Arad, CFR Cluj                                                | 160    |
| 10 | Titus Ozon        | 1947–1964 | Unirea Tricolor București, Dinamo București, Dinamo Brașov, Progresul București, Rapid București | 157    |

| #  | Jucător          | Vârstă                     | Meci                                  | Sezon     |
| -- | ---------------- | -------------------------- | ------------------------------------- | --------- |
| 1  | Nicolae Dobrin   | 14 ani, 10 luni și 5 zile  | Știința Cluj - Dinamo Pitești 5–1     | 1961-1962 |
| 2  | Alexandru Stoian | 14 ani, 10 luni și 13 zile | FCU 1948 - Farul Constanța 1–2        | 2022-2023 |
| 3  | Alexandru Bota   | 14 ani, 11 luni și 13 zile | CFR Cluj - Universitatea Cluj 4–0     | 2022-2023 |
| 4  | Rareș Lazăr      | 15 ani, 1 lună și 19 zile  | Ceahlăul Piatra Neamț - FC Vaslui 2–0 | 2013-2014 |
| 5  | Răzvan Popa      | 15 ani, 2 luni și 13 zile  | Dinamo - Sportul Studențesc 1–3       | 2011-2012 |
| 6  | Codrin Epure     | 15 ani, 2 luni și 21 zile  | FC Vaslui - Astra 1-4                 | 2013-2014 |
| 7  | Vasile Chitaru   | 15 ani, 4 luni și 14 zile  | SC Bacău - Jiul Petroșani 3–0         | 1973-1974 |
| 8  | Ștefan Harșani   | 15 ani, 4 luni și 22 zile  | FC Bihor - Sportul Studențesc 2–0     | 1982-1983 |
| 9  | Dorel Zamfir     | 15 ani, 5 luni și 16 zile  | FC Constanța - Steaua București 0–1   | 1976-1977 |
| 10 | Enes Sali        | 15 ani, 5 luni și 17 zile  | Farul Constanța - Sepsi OSK 1–0       | 2021-2022 |

- Cel mai bătrân jucător: Mircea Lucescu, Dinamo, 1989–1990 (16 mai 1990, 44 de ani, 9 luni și 6 zile)[48]

### Antrenori
| Antrenor | Antrenor          | Perioadă  | Meciuri | Victorii | Egaluri | Înfrângeri | Procentaj victorii |
| -------- | ----------------- | --------- | ------- | -------- | ------- | ---------- | ------------------ |
| 1        | Florin Halagian   | 1972–2011 | 878     | 432      | 176     | 270        | 59%                |
| 2        | Ilie Oană         | 1952–1979 | 572     | 232      | 124     | 216        | 51%                |
| 3        | Nicolae Dumitru   | 1962–1993 | 558     | 250      | 120     | 188        | 55%                |
| 4        | Ion V. Ionescu    | 1967–1994 | 496     | 194      | 89      | 213        | 48%                |
| 5        | Viorel Hizo       | 1990–2013 | 488     | 221      | 85      | 182        | 53%                |
| 6        | Ioan Andone       | 1994–2017 | 456     | 207      | 80      | 169        | 54%                |
| 7        | Florin Marin      | 1993–2017 | 456     | 166      | 103     | 187        | 47%                |
| 8        | Valentin Stănescu | 1962–1984 | 455     | 206      | 101     | 148        | 56%                |
| 9        | Sorin Cârțu       | 1989–2013 | 454     | 175      | 114     | 165        | 51%                |
| 10       | Angelo Niculescu  | 1953–1982 | 445     | 196      | 101     | 148        | 55%                |

| Antrenor | Antrenor           | Meciuri | Debut             | Ultimul meci      | Sezoane | Cluburi   | Puncte | Puncte pe meci |
| -------- | ------------------ | ------- | ----------------- | ----------------- | ------- | --------- | ------ | -------------- |
| 1        | Cristiano Bergodi  | 259     | 19 noiembrie 2005 | 15 aprilie 2024   | 13      | 9 cluburi | 390    | 1,50           |
| 2        | Nicolò Napoli      | 235     | 3 octombrie 2003  | 31 martie 2024    | 13      | 4 cluburi | 327    | 1,39           |
| 3        | Vasile Miriuță     | 173     | 20 iulie 2013     | 18 mai 2025       | 8       | 7 cluburi | 250    | 1,45           |
| 4        | Dušan Uhrin Jr.    | 121     | 29 iulie 2007     | 13 mai 2022       | 5       | 3 cluburi | 194    | 1,60           |
| 5        | Toni Conceição     | 89      | 7 aprilie 2009    | 23 februarie 2019 | 6       | 3 cluburi | 151    | 1,70           |
| 5        | Ilias Charalampous | 89      | 16 iulie 2023     | 23 mai 2025       | 2       | 1 club    | 177    | 1,99           |
| 7        | Devis Mangia       | 67      | 14 iulie 2017     | 13 aprilie 2019   | 2       | 1 club    | 115    | 1,72           |
| 8        | Željko Kopić       | 62      | 4 decembrie 2023  | 24 mai 2025       | 2       | 1 club    | 85     | 1,37           |
| 9        | Andrea Mandorlini  | 50      | 23 noiembrie 2009 | 21 ianuarie 2024  | 3       | 1 club    | 88     | 1,76           |
| 10       | Walter Zenga       | 44      | 24 noiembrie 2002 | 24 noiembrie 2007 | 4       | 3 cluburi | 75     | 1,70           |

Notă
- – Antrenorul activează și în prezent în campionat.